# Жуасаба (микрорегион)

Жуасаба на карте.

Жуасаба (порт. Microrregião de Joaçaba) — микрорегион в Бразилии, входит в штат Санта-Катарина. Составная часть мезорегиона Запад штата Санта-Катарина. 
Население составляет 	326 459	 человек (на 2010 год). Площадь — 	9 063,207	 км². Плотность населения — 	36,02	 чел./км².

## Демография
Согласно сведениям, собранным в ходе переписи 2010 г. Национальным институтом географии и статистики (IBGE), население микрорегиона составляет:						
| Полное население                             | Полное население                             | Полное население                             | Полное население                             | 326 459 |
| -------------------------------------------- | -------------------------------------------- | -------------------------------------------- | -------------------------------------------- | ------- |
| в том числе:                                 | Городское население                          | 262 747                                      | Процент городского населения, %              | 80,48   |
|                                              | Сельское население                           | 63 712                                       | Процент сельского населения, %               | 19,52   |
|                                              | Мужское население                            | 162 358                                      | Процент мужского населения, %                | 49,73   |
|                                              | Женское население                            | 164 101                                      | Процент женского населения, %                | 50,27   |
| Плотность населения, чел/км²                 | Плотность населения, чел/км²                 | Плотность населения, чел/км²                 | Плотность населения, чел/км²                 | 36,02   |
| Население микрорегиона в % к населению штата | Население микрорегиона в % к населению штата | Население микрорегиона в % к населению штата | Население микрорегиона в % к населению штата | 5,22    |

## Статистика
- Валовой внутренний продукт на 2005 составляет 5 312 990 000,00 реалов (данные: Бразильский институт географии и статистики).
- Валовой внутренний продукт на душу населения на 2005 составляет 17 063,00 реалов (данные: Бразильский институт географии и статистики).
- Индекс развития человеческого потенциала на 2000 составляет 0,807 (данные: Программа развития ООН).

## Состав микрорегиона
В составе микрорегиона включены следующие муниципалитеты:
1. Аррою-Тринта
2. Калмон
3. Капинзал
4. Катандувас
5. Касадор
6. Эрвал-Велью
7. Фрайбургу
8. Эрвал-д’Уэсти
9. Ибиан
10. Ибикаре
11. Иомере
12. Жабора
13. Жуасаба
14. Ласердополис
15. Лебон-Режис
16. Лузерна
17. Масиейра
18. Матус-Коста
19. Ору
20. Пиньейру-Прету
21. Риу-дас-Антас
22. Салту-Велозу
23. Тангара
24. Трези-Тилиас
25. Варжен-Бонита
26. Видейра
27. Агуа-Доси